# Naju
Naju (kor. 나주) – miasto w Korei Południowej, w prowincji Jeolla Południowa. W 2001 liczyło 108 962 mieszkańców.
W mieście znajduje się hala sportowa Naju Arena.